# Harriet Lane
Harriet Rebecca Lane (ur. w 1830 w Pensylwanii, zm. 3 lipca 1903 w Rhode Island) – siostrzenica 15. prezydenta USA Jamesa Buchanana. Pełniła funkcję pierwszej damy Stanów Zjednoczonych w latach 1857-1861. Jedna z dwóch pierwszych dam w historii USA niebędących żonami prezydenta (obok Marthy Jefferson Randolph).

## Życiorys
Harriet Lane urodziła się w 1830 roku, jako córka Elliota i Jane Lane’ów. W wieku 9 lat, została sierotą, którą zaopiekował się brat jej matki – James Buchanan. Wuj zadbał o jej edukację posyłając do szkół, a także zainteresował polityką. Gdy Buchanan przebywał na placówce dyplomatycznej w Wielkiej Brytanii, postanowił sprowadzić Harriet do Londynu. W 1854 roku przypłynęła do brytyjskiej stolicy, gdzie poznała później rodzinę królewską, a także Napoleona III i cesarzową Eugenię.
4 marca 1857 roku, James Buchanan został zaprzysiężony jako prezydent USA, a Harriet Lane przejęła obowiązki pierwszej damy. Dzięki doświadczeniu zdobytemu w Wielkiej Brytanii sprostała oczekiwaniom waszyngtońskiej elity – organizowała przyjęcia, na które zapraszała nie tylko polityków, ale także artystów. Z uwagi na dużą popularność, nazywano jej imieniem statki, kluby czy ubiory. Pierwsza dama chętnie podejmowała także członków brytyjskiej rodziny królewskiej – w 1860 roku w Waszyngtonie wizytował książę Walii, Edward (późniejszy król Wielkiej Brytanii). Podczas przyjęcia, wszyscy oczekiwali na tańce, jednak prezydent Buchanan zakazał tego, twierdząc, że społeczeństwo amerykańskie odnosi się do takich zwyczajów z dezaprobatą. Harriet Lane zrekompensowała to księciu Edwardowi podczas rejsu parowcem po Potomaku, gdzie odbyła się zabawa z tańcami. Po zakończeniu prezydentury przez Buchanana, Harriet z wujem powrócili do rodzinnej Pensylwanii.
11 stycznia 1866 roku poślubiła Henry’ego Johnsona. Z tego związku urodziło się dwóch synów, jednak obaj zmarli w wieku dziecięcym. Wkrótce potem zmarł także Johnson. Będąc wdową, Harriet Lane skupiła się na podróżach i na kolekcjonowaniu sztuki. Zmarła 3 lipca 1903 roku w Rhode Island.